# Генадије Новгородски
Свети Генадије Новгородски (рус. Геннадий Новгородский) је руски православни светитељ и архиепископ Новгордски.
Рођен је 1410. године у Москви. Почетком 1480. добија чин архимандрита и постаје игуман Чудовског манастира у Москви. 1484. године је изабран за епископа Новгорода и Пскова а убрзо затим и уздигнут у чин архиепископа.
На Сабору 1503. у Москви, заједно са Јосифом Волоцким, снажно се противио плановима Ивана III Васиљевича да одузме манастирима поседе.
Године 1504. је на Сабору је успео да издејствује осуду јеретика, али је, у складу са вољом великог кнеза, морао да напусти архиепископски трон.
Умро је 4. децембра 1505. године у Чудовском манастиру. Сахрањен је на месту где је некада лежало тело светог Алексија Московског.
Значајан је и његов књижевни рад. Сабрао је растурене књиге Светога Писма и саставио пасхални кључ за 532 године унапред.
Његове мошти чувају се у Чудовом манастиру у Москви.
Православна црква прославља светог Генадија 4. децембра по јулијанском календару.
Напомена: Овај чланак, или један његов део, изворно је преузет из Охридског пролога Николаја Велимировића.